# Pleoseptum yuccaesedum
Pleoseptum yuccaesedum är en svampart som beskrevs av A.W. Ramaley & M.E. Barr 1995. Pleoseptum yuccaesedum ingår i släktet Pleoseptum och familjen Leptosphaeriaceae.   Inga underarter finns listade i Catalogue of Life.